# Wathlingen
Wathlingen (bassotedesco: Wateln) è un Comune di 6.188 abitanti in Bassa Sassonia in Germania. Si trova nella zona sudorientale del circondario (Landkreis) di Celle (targa CE) ed è sede amministrativa della comunità amministrativa (Samtgemeinde) di Wathlingen. Si trova a circa 30 km a est di Hannover. A nordovest l'adiacente villaggio di Papenhorst è un quartiere di Nienhagen.

## Geografia
Molto vicino a Wathlingen scorre il fiume Fuhse. Il comune viene ombreggiato da una montagna di sali di potassio attualmente alta ancora circa 110 m. La città del circondario di Celle si trova a circa 14 km.

## Infrastruttura

### Traffico
A Wathlingen operano due linee di autobus.
Con la CeBus GmbH & Co. KG il villaggio viene collegato ogni mezzora, sempre alle --:19, dalla fermata dell'autobus Spörgenkamp West con la città circondario di Celle. La fermata dell'autobus si trova all'inizio dell'abitato e non è lontata da entrambi i supermercati ALDI e REWE. Ogni ora, sempre alle --:44, la linea attraversa l'intero abitato fino a Eicklingen. Esistono progetti per ampliare il collegamento a mezzo autobus alle --:19 Uhr fino alla fermata dell'autobus „Wathlingen Grundschule“ (scuola elementare di Wathlingen), oppure „Wathlingen Schulzentrum“ (centro scolastico Wathlingen) per migliorare la frequenza della linea 600. Le trattative con la CeBus GmbH sono in corso.
Con l'autobus regionale Hannover, Wathlingen viene collegata quattro volte al giorno dalla linea di autobus 927 con la stazione a Ehlershausen. Al mattino alle 5:42, 6:39, nonché alla sera alle 15:47 e 17:17. La linea parte dalla fermata dell'autobus Wathlingen, Schulzentrum (centro scolastico di Wathlingen) e attraversa Papenhorst, Nienhagen e Nienhorst-Müggenburg verso Ehlershausen. L'orario della linea 927 è studiato in coincidenza con la partenza dei treni delle linee S6 e S7 della S-Bahn Hannover in modo che i viaggiatori debbano attendere il treno solo pochi minuti.

### Mezzi di comunicazione
Il giornale Wathlinger Bote è il foglio di informazione ufficiale della comunità amministrativa di Wathlingen, viene pubblicato dalla casa editrice MoorVerlag a Großmoor. Viene edito con cadenza settimanale (di sabato). Inoltre esiste il mensile Wathlinger RegionsECHO.

### Istruzione
A Wathlingen esiste nel centro dell'abitato la scuola elementare Wathlingen. Non lontano da questa si trova la scuola media superiore Wathlingen, che oltre a una Hauptschule e a una Realschule offre anche un ginnasio.

## Storia
La località più antica della comunità amministrativa Wathlingen è la sede della comunità amministrativa stessa. Wathlingen viene citata per la prima volta il 1 novembre 1022 quando il vescovo Bernward von Hildesheim dona il convento di St. Michaelis di Hildesheim e lo dota di numerosi beni, tra gli altri il „Waditlogon“.
Il villaggio, che per secoli è vissuto unicamente di agricoltura, attorno al 1900 ha conosciuto, con la costruzione dello stabilimento dei sali di potassio, un'enorme trasformazione in direzione industriale. Il numero di abitanti crebbe enormemente e nacque l'odierna colonia come insediamento di minatori. Il circolo di minatori locale oggi prosegue la tradizione dei minatori.
Nel 1997 il comune di Wathlingen ha festeggiato il proprio 975º compleanno.
I Wathlinger Kickers (giocatori di biliardino) nel 2009 hanno festeggiato il decennale dalla propria fondazione e dal 5 giugno 2010 si fregiano del titolo „Campioni di Wathlingen 2010“.
La scuola elementare di Wathlingen il 27 settembre 2010 ha festeggiato il proprio 100º anniversario. In questa occasione è stata consegnata la nuova palestra ristrutturata della scuola elementare.

## Gemellaggi
- Francia, Villeparisis

## Politica
Il Consiglio comunale del Comune di Wathlingen è composto da 19 consiglieri. I membri del consiglio comunale vengono eletti mediante elezioni comunali ogni cinque anni.
Distribuzione dei seggi a partire dal 2021 nel consiglio comunale del Comune di Wathlingen
In totale 19 seggi
- CDU: 8
- SPD: 4
- Verdi: 2
- FDP: 2
- BL-WB: 3

| Elezioni | CDU | SPD | BfW1 | Verdi | FDP | BL-WB2 | Thunich | Sinistra | Totale   |
| 2001     | 10  | 5   | 2    | 2     | 0   |        |         |          | 19 seggi |
| 2006     | 9   | 6   | 2    | 1     | 1   |        |         |          | 19 seggi |
| 2011     | 9   | 6   | 0    | 2     |     | 1      | 1       |          | 19 seggi |
| 2016     | 9   | 5   | 0    | 2     | 1   | 1      | 0       | 1        | 19 seggi |
| 2021     | 8   | 4   | 0    | 2     | 2   | 3      | 0       | 0        | 19 seggi |

1 Cittadini per Wathlingen
2 Lista civica-coalizione elettorale comunità amministrativa Wathlingen
Le ultime elezioni comunali hanno avuto luogo il 12 settembre 2021, partecipazione elettorale 59,8%.

### Stemma
Stemma: „su fondo verde sotto due spighe incrociate pendenti un tegame tripode d'oro; sopra le spighe un set incrociato d'argento di attrezzi da minatore (martello e scalpello) con manici d'oro“.

### Gemellaggi
Dal 1975 esiste un gemellaggio con la città francese di Villeparisis. Viene inoltre portato avanti un gemellaggio con il Comune Groß Quenstedt in Sassonia-Anhalt.

## Cultura e luoghi di interesse
- Il feudo di Wathlingen nel XX secolo arrivò attraverso la famiglia von Lüneburg alla famiglia von Reden.
- Fino al 1996 nella miniera Niedersachsen al limite meridionale del Comune veniva estratto il sale di potassio. La discarica ancora esistente, la montagna di sali di potassio, è visibile da lontano.
- Per festeggiare il 975º anniversario della propria esistenza, nel 1997 grazie alle donazioni dei cittadini e delle imprese di Wathlingen la vecchia torre accanto al municipio venne dotata di un carillon.
- Di interesse è anche la chiesa evangelico-luterana di Santa Maria con la torre a graticcio a Wathlingen. Risale a una chiesa del 14º secolo, ma venne fortemente modificata nel corso del tempo. La famiglia von Lüneburg dal 1696 fino al 1704 fece modificare la chiesa. All'interno si trova un polittico del 15º secolo.

Dal 2007 a Wathlingen esiste il circolo Kleinbahn Wathlingen-Ehlershausen e. V. (KWE), anche chiamato die Kalibahn. Si è dato il compito di rendere nuovamente praticabili i tratti ferroviari dell'antica ferrovia di collegamento alla miniera verso gli impianti dei sali di potassio Niedersachsen e Riedel. Un giorno correranno nuovamente treni sui tratti paesaggisticamente attraenti di Ehlershausen (collegamento alla rete ferroviaria della Deutsche Bahn) verso Wathlingen e ancora verso Hänigsen.
A tale scopo verranno reciprocamente collegati monumenti storici, industriali nonché agricoli. I membri del circolo si occupano alacremente di liberare i tragitti dalle piante selvatiche, di chiudere un tratto di binari mancanti lungo 1000 m (qui sono stati rubati i binari metallici da ladri di metallo) nonché di ammodernare e completare il parco veicoli.